# Lane Smith
Walter Lane Smith III, cunoscut ca Lane Smith (n. 29 aprilie 1936 – d. 13 iunie 2005), a fost un actor american. Printre cele mai cunoscute roluri ale sale se numără antreprenorul Nathan Bates din serialul NBC V, primarul Bates din filmul Red Dawn, editorul Perry White din serialul ABC Lois & Clark: The New Adventures of Superman, antrenorul Jack Reilly din The Mighty Ducks, procurorul Jim Trotter III din Cu vărul Vinny nu-i de glumit! și președintele american Richard Nixon în The Final Days, pentru care a fost nominalizat la Globul de Aur.

## Filmografie

### Filme
| An   | Titlu                                   | Rol                    | Note        |
| ---- | --------------------------------------- | ---------------------- | ----------- |
| 1966 | Unholy Matrimony                        | Partygoer              | Nemenționat |
| 1970 | Maidstone                               |                        |             |
| 1973 | The Last American Hero                  | Rick Penny             |             |
| 1973 | Cops and Robbers                        | Perpetrator            |             |
| 1974 | Man on a Swing                          | Virginia De Leo        |             |
| 1975 | Rooster Cogburn                         | Leroy                  |             |
| 1976 | Network                                 | Robert McDonough       |             |
| 1977 | Between the Lines                       | Roy Walsh              |             |
| 1977 | The Bad News Bears in Breaking Training | Officer Mackle         |             |
| 1978 | Blue Collar                             | Clarence Hill          |             |
| 1978 | On the Yard                             | Blake                  |             |
| 1980 | On the Nickel                           | Preacher               |             |
| 1980 | Honeysuckle Rose                        | Brag, Cotton's manager |             |
| 1980 | Resurrection                            | Don                    |             |
| 1981 | Prince of the City                      | Tug Barnes             |             |
| 1981 | Soggy Bottom, U.S.A.                    | Smilin' Jack           |             |
| 1982 | Frances                                 | Dr. Symington          |             |
| 1984 | Purple Hearts                           | Cmdr. Markel           |             |
| 1984 | Red Dawn                                | Mayor Bates            |             |
| 1984 | Places in the Heart                     | Albert Denby           |             |
| 1986 | Native Son                              | Britton                |             |
| 1987 | Weeds                                   | Claude                 |             |
| 1988 | Prison                                  | Warden Eaton Sharpe    |             |
| 1989 | Race for Glory                          | Joe Gifford            |             |
| 1989 | Night Game                              | Witty                  |             |
| 1990 | Air America                             | Senator Davenport      |             |
| 1992 | My Cousin Vinny                         | D.A. Jim Trotter, III  |             |
| 1992 | The Mighty Ducks                        | Coach Jack Reilly      |             |
| 1992 | The Distinguished Gentleman             | Dick Dodge             |             |
| 1993 | Son in Law                              | Walter Warner          |             |
| 1994 | The Flight of the Dove                  | Stephen Hahn           |             |
| 1994 | The Scout                               | Ron Wilson             |             |
| 1996 | The War at Home                         |                        | Nemenționat |
| 1998 | Getting Personal                        | Dr. Maddie             |             |
| 1998 | Why Do Fools Fall in Love               | Ezra Grahme            |             |
| 1998 | The Hi-Lo Country                       | Steve Shaw             |             |
| 2000 | The Caprice                             | Thunderhead            |             |
| 2000 | The Legend of Bagger Vance              | Grantland Rice         |             |

### Televiziune
| An         | Titlu                                        | Rol                           | Note                                                                                       |
| ---------- | -------------------------------------------- | ----------------------------- | ------------------------------------------------------------------------------------------ |
| 1975       | Kojak                                        | Clyde Regan                   | Episodul: Queen of the Gypsies                                                             |
| 1975       | Valley Forge                                 | Spad                          | NBC Film TV                                                                                |
| 1975, 1979 | The Rockford Files                           | Willet CIA Agent Donnegan     | Episode: Claire Episode: The Battle-Ax and the Exploding Cigar                             |
| 1977       | The Displaced Person                         |                               | Film TV                                                                                    |
| 1977       | The Court-Martial of George Armstrong Custer |                               | NBC Film TV                                                                                |
| 1978       | A Death in Canaan                            | Bob Hartman                   | CBS Film TV                                                                                |
| 1978       | Crash                                        | Flight Engineer Romano        | ABC Film TV                                                                                |
| 1979       | The Solitary Man                             | Jack Collins                  | CBS Film TV                                                                                |
| 1979       | Disaster on the Coastliner                   | John Carlson                  | ABC Film TV                                                                                |
| 1980       | City in Fear                                 | Brian                         | ABC Film TV                                                                                |
| 1980       | Gideon's Trumpet                             | Fred Turner                   | CBS Film TV                                                                                |
| 1980       | A Rumor of War                               | Sgt. William Holgren          | CBS miniseries                                                                             |
| 1980       | The Georgia Peaches                          | Randolph Dukane               | CBS Film TV/unsold television pilot                                                        |
| 1980       | Mark, I Love You                             | Don Payer                     | CBS Film TV                                                                                |
| 1981       | Dallas                                       | Prosecutor                    | Episode: Gone, But Not Forgotten                                                           |
| 1981       | Dark Night of the Scarecrow                  | Harless Hocker                | CBS Film TV                                                                                |
| 1981       | Hart to Hart                                 | Roy Hamlin                    | Episodul: Hart, Line, and Sinker                                                           |
| 1982       | Prime Suspect                                | Tom Keating                   | CBS Film TV                                                                                |
| 1982       | Thou Shalt Not Kill                          | Clarence Blake                | NBC Film TV                                                                                |
| 1982       | Lou Grant                                    | Dr. Lawrence                  | Episodul: Unthinkable                                                                      |
| 1982       | Quincy, M.E.                                 | Dr. Paul Flynn                | Episodul: Science for Sale                                                                 |
| 1982       | The Member of the Wedding                    | Mr. Addams                    | Film TV                                                                                    |
| 1983       | Special Bulletin                             | Morton Sanders                | NBC Film TV                                                                                |
| 1983       | Chiefs                                       | Hoss Spence                   | CBS miniseries                                                                             |
| 1984       | Something About Amelia                       | Officer Dealy                 | ABC Film TV                                                                                |
| 1984–1985  | V                                            | Nathan Bates                  | 13 episoade                                                                                |
| 1985       | Hill Street Blues                            | Mike                          | Episode: El Capitan                                                                        |
| 1985       | Beverly Hills Cowgirl Blues                  | Captain Max Rosenberg         | CBS Film TV                                                                                |
| 1985       | Bridge Across Time                           | Anson Whitfield               | NBC Film TV                                                                                |
| 1986       | Amazing Stories                              | Dr. Caruso                    | Episode: Dorothy and Ben                                                                   |
| 1986       | The Twilight Zone                            | Professor Joseph Fitzgerald   | Segment: Profile in Silver                                                                 |
| 1986       | Dress Gray                                   | Col. King                     | NBC Film TV                                                                                |
| 1986       | If Tomorrow Comes                            | Warden Brannigan              | CBS miniseries                                                                             |
| 1986       | Alfred Hitchcock Presents                    | Robert Warren                 | Episode: Happy Birthday                                                                    |
| 1986       | Kay O'Brien                                  | Doctor Robert Moffitt         | 13 episoade                                                                                |
| 1987       | A Place to Call Home                         | Sam                           | CBS Film TV                                                                                |
| 1988       | In the Heat of the Night                     | Sonny Mims                    | Episode: Road Kill                                                                         |
| 1988       | Killer Instinct                              | Dr. Butler                    | NBC Film TV                                                                                |
| 1989       | Murder, She Wrote                            | Pol. Chief Underwood          | Episode: The Search for Peter Kerry                                                        |
| 1989       | The Final Days                               | Richard Nixon                 | ABC Film TV Golden Globe Award (nominated)                                                 |
| 1990       | Challenger                                   | Larry Mulloy                  | ABC Film TV                                                                                |
| 1990       | Blind Vengeance                              | Col. Blanchard                | NBC Film TV                                                                                |
| 1991       | Good Sports                                  | R.J. Rappaport                | 21 episoade                                                                                |
| 1991       | Good & Evil                                  | Harlan Shell                  |                                                                                            |
| 1991       | False Arrest                                 | Martin Busey                  | ABC Film TV                                                                                |
| 1992       | Duplicates                                   | Mr. Fryman                    | USA Network Film TV                                                                        |
| 1993–1997  | Lois & Clark: The New Adventures of Superman | Perry White                   | 84 episoade                                                                                |
| 1994       | Murphy Brown                                 | Danger Duke                   | Voice only Episodul: Where Have You Gone, Joe DiMaggio?                                    |
| 1995       | Dweebs                                       |                               | Episodul: The Cyrano Show                                                                  |
| 1996       | Clueless                                     | Dan Hafner                    | Episode: Romeo & Cher                                                                      |
| 1997       | Alien Nation: The Udara Legacy               | Senator Silverthorne          | FOX Film TV                                                                                |
| 1998       | The Outer Limits                             | Dr. Malcolm Boussard          | Episode: Glyphic                                                                           |
| 1998       | From the Earth to the Moon                   | Emmett Seaborn                | HBO Film TV                                                                                |
| 1999       | Walker, Texas Ranger                         | Reverend Thornton Powers      | Episode: Power Angels                                                                      |
| 1999       | Inherit the Wind                             | Reverend Jeremiah Brown       | Showtime Film TV                                                                           |
| 2000       | King of the Hill                             | Charlie Fortner Nate Hashaway | Voice only Episode: Hanky Panky (1) Episode: Meet the Propaniacs Episode: Flush with Power |
| 2001       | Bull                                         | Russell Dantly                | Episodul: Amen                                                                             |
| 2001       | DAG                                          | Agent Baxter                  | Episodul: The Triangle Report                                                              |
| 2001       | WW3                                          | John Sullivan                 | Fox Film TV                                                                                |
| 2001       | The Practice                                 | Judge H. Finkel               | Episode: The Candidate (1)                                                                 |
| 2002       | Judging Amy                                  | Mr. Radford                   | Episodul: People of the Lie                                                                |
| 2003       | Out of Order                                 | Frank                         | Showtime Film TV                                                                           |

## Legături externe
- Lane Smith la Internet Movie Database
- Lane Smith at the Internet Broadway Database
- Lane Smith Arhivat în 11 septembrie 2007, la Wayback Machine. at the Internet Off-Broadway Database
- Lane Smith la TCM Movie Database
- Lane Smith la Allmovie
- Lane Smith la Find a Grave
- Lane Smith. Yahoo! accessed 9 august 2011.